# بوآ ویستا دو سول
بوآ ویستا دو سول (به پرتغالی: Boa Vista do Sul) یک منطقهٔ مسکونی در برزیل است که در ریو گرانده جنوبی واقع شده‌است. بوآ ویستا دو سول ۲٬۷۷۸ نفر جمعیت دارد.